# Faded Out
Faded Out è un singolo del gruppo musicale britannico Asking Alexandria, pubblicato il 20 maggio 2022 come primo estratto dalla colonna sonora The Retaliators (Original Motion Picture Soundtrack).

## Descrizione
Si tratta di una nuova versione dell'omonimo brano contenuto nel settimo album del gruppo See What's on the Inside caratterizzata dalla partecipazione del gruppo symphonic metal olandese Within Temptation, sebbene alla sua realizzazione vi abbia preso parte la sola Sharon den Adel. Riguardo alla collaborazione, il chitarrista Benjamin Bruce ha spiegato che ha contattato den Adel dopo che quest'ultima aveva espresso apprezzamento riguardo a Faded Out.

## Video musicale
Il video, reso disponibile in concomitanza con il lancio del singolo, è stato diretto da Michael Lombardi e alterna scene degli Asking Alexandria intenti a eseguire il brano ad altre in cui Sharon den Adel canta il ritornello all'interno di una gabbia. Nel filmato appaiono anche alcune sequenze tratte da The Retaliators.

## Tracce
Testi e musiche degli Asking Alexandria.
1. Faded Out (feat. Within Temptation) – 3:05

## Formazione
Gruppo
- Danny Worsnop – voce
- James Cassells – batteria
- Cameron Liddell – chitarra
- Benjamin Bruce – chitarra
- Sam Bettley – basso, pianoforte[4]

Altri musicisti
- Sharon den Adel – voce aggiuntiva

Produzione
- Matt Good – produzione, missaggio
- Benjamin Bynum – assistenza tecnica
- Howie Weinberg – mastering
- Will Borza – mastering

## Classifiche
| Classifica (2022)             | Posizione massima |
| ----------------------------- | ----------------- |
| Stati Uniti (mainstream rock) | 14                |